# 奧里奧爾·布斯克茨
奧里奧爾·布斯克茨·马斯（1999年1月20日—），西班牙加泰隆尼亞足球運動員，司職中場，現效力於葡萄牙足球超级联赛球會阿洛卡。

## 球會生涯
2007年以8歲之齡進入巴塞隆納拉瑪西亞青訓營。2017年8月19日於西乙出場，為其職業聯賽首秀。
2017年11月29日，在西班牙國王盃首發出場，完成一線隊首秀。
2019年，被租借至荷甲球隊特溫特，為期一賽季。期間成為球隊主力，多司職中後衛而非原先熟悉的防守中場位置。

## 技術特點
雖然其姓氏為布斯克茨，但與現時巴塞隆納中場球員塞尔希奥·布斯克茨並無血緣關係。然而其球風與比賽位置與塞尔希奥相似，屬中場節拍器，善於比賽節奏掌控。